# ژیدلوخوویتسه
ژیدلوخوویتسه (به لاتین: Židlochovice) یک منطقهٔ مسکونی در جمهوری چک است که در شهرستان برنو-ونکوو واقع شده‌است. ژیدلوخوویتسه ۵٫۹۳ کیلومتر مربع مساحت و ۳٬۶۰۵ نفر جمعیت دارد و ۱۹۰ متر بالاتر از سطح دریا واقع شده‌است.